# Maryland Transit Administration

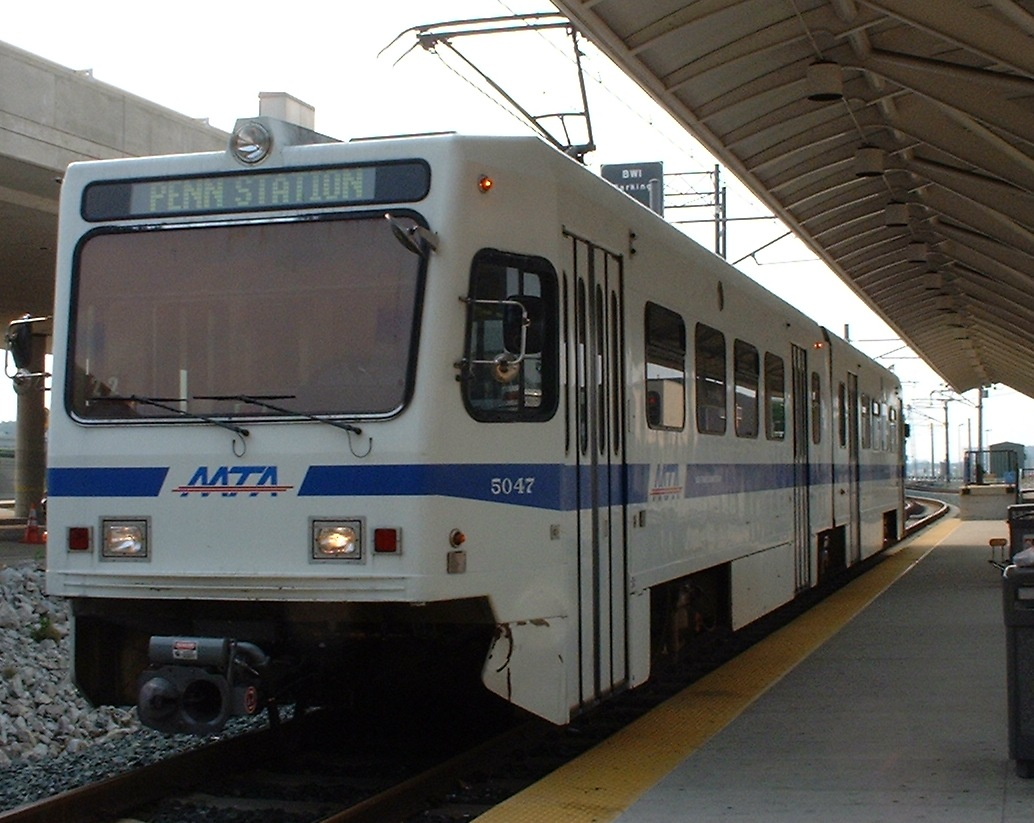
Métro léger à la station BWI

La Maryland Transit Administration (MTA), mieux connu sous le nom de MTA Maryland est une compagnie de transport public de l'aire métropolitaine de Baltimore-Washington. Le service propose plus de 50 lignes de bus mais également des lignes de métro léger, de métro, et de train.

## Histoire
La MTA fut d'abord connue sous le nom de Baltimore Metropolitan Transit Authority puis devint temporairement Mass Transit Administration avant de posséder son nom actuel. 
Le métro fut inauguré en 1983 à Baltimore alors que le métro léger apparut plus tard en 1992.

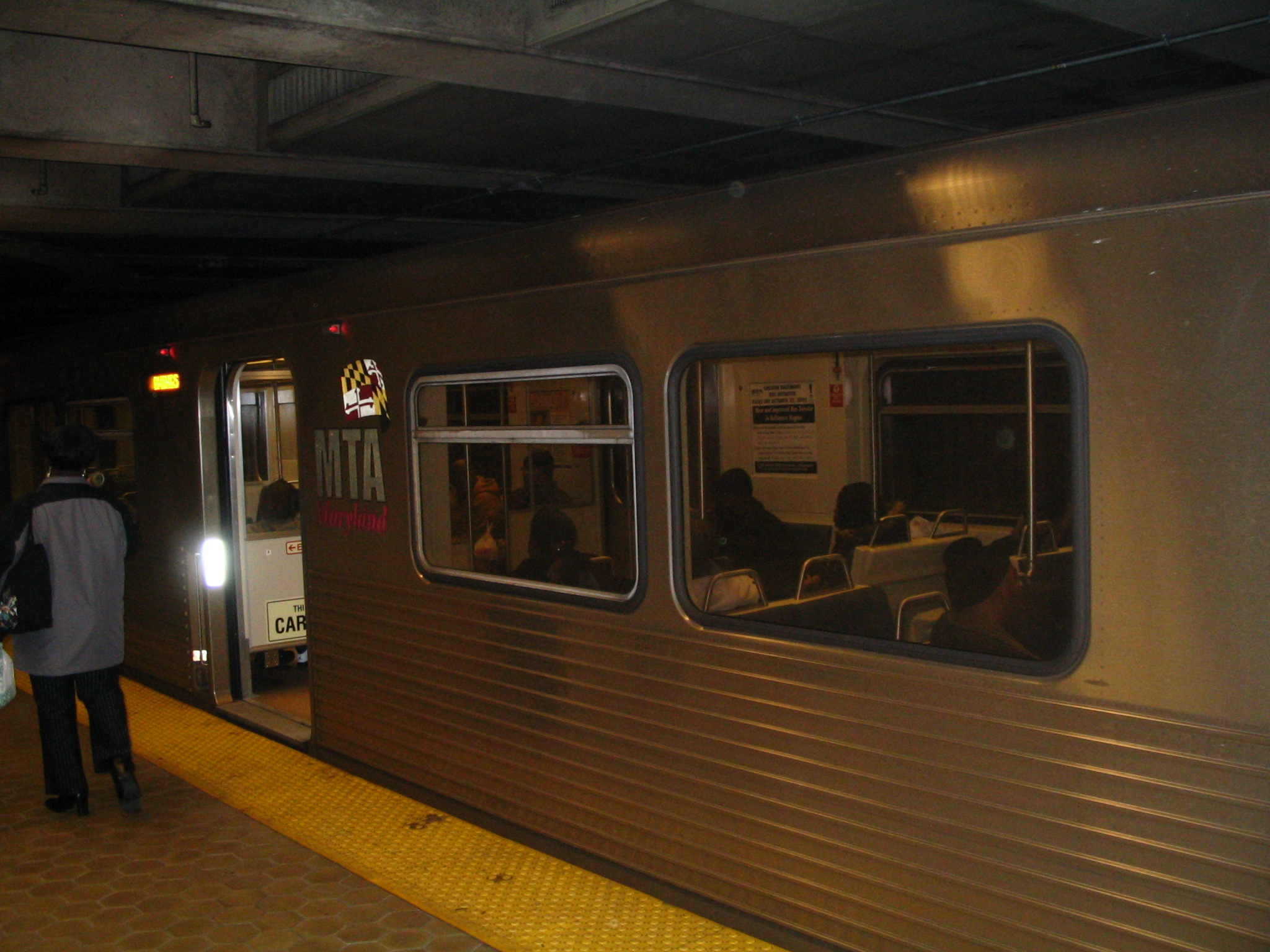
Métro de Baltimore dans la station State Center

## Services

### Bus
Les bus de la compagnie proposent des services dans la zone métropolitaine de Baltimore-Washington mais aussi à d'autres endroits de l'État du Maryland. Les lignes sont numérotées d'un ou de deux chiffres, celles commençant par la lettre M ont des connexions avec le métro.

### Rail

#### Métro
Le métro relie le quartier de Owings Mills à la banlieue de la ville de Baltimore. À proximité des lignes se trouvent de nombreux centres commerciaux, centre d'affaires et le complexe hospitalier Johns Hopkins. La ligne s'étend sur 25 km et dispose de 14 arrêts.

#### Métro léger

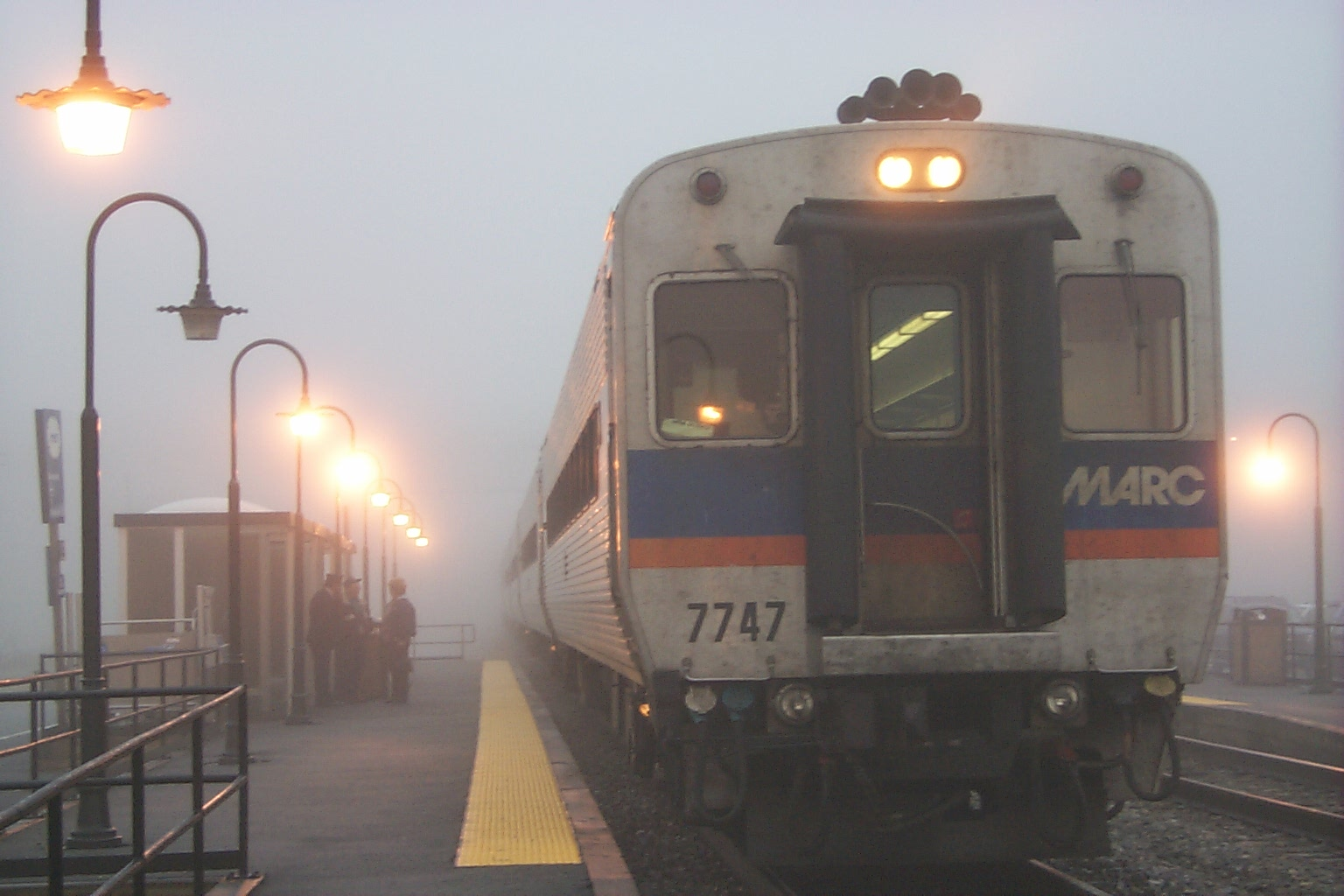
Train MARC à la station Brunswick

La ligne relie le quartier de Hunt Valley au cœur de la ville de Baltimore avant de rejoindre l'aéroport international Thurgood Marshall. Une liaison avec les lignes de chemin de fer d'Amtrak est également possible dans la Pennsylvania Station, principale gare de Baltimore. Il existe 32 stations sur les 45 km de la ligne qui compte deux voies depuis 2006.

#### MARC
Ce service de trains dispose de trois lignes qui permettent de quitter Baltimore en direction par exemple de Frederick, Aberdeen et Washington D.C..